# FK RFS
El Rigas Futbols Skolas (en español: Escuela de Fútbol de Riga), conocido también como RFS Riga es un club de fútbol con sede en Riga, Letonia. Actualmente milita en la Virslīga, máxima categoría nacional.

## Historia
El actual Rīgas Futbola Skola (RFS, en español «Escuela de Fútbol de Riga») fue fundado en 2010 mediante la fusión de dos equipos: el Daugava Riga y el RFS/Flaminko. La entidad resultante debe su nombre a la sección de fútbol de la Academia Deportiva de Riga, creada en 1962 y de la que conserva parte de su historia.
De forma paralela, en 2005 se había creado un nuevo equipo de fútbol llamado «Daugava Riga». El nombre elegido hacía referencia al extinto FK Daugava, el único club de Letonia que había competido en la Primera División de la URSS. Después de subir a Primera Liga en su primer año, debutaría en División de Honor en la temporada 2009 con un penúltimo puesto y el consiguiente descenso.
Ambas entidades se unieron en 2010 y al año siguiente se adoptaría la denominación actual «FK RFS», con un nuevo modelo de academia de fútbol, dirigido por exjugadores, que contaría con un equipo sénior en Primera Liga. El RFS se benefició del descenso administrativo del Skonto en 2016 para ocupar su plaza en la Virslīga, sin descender desde entonces.

## Palmarés
- Virslīga: 3

2021, 2023, 2024
- Copa de Letonia: 3

2019, 2021, 2024

## Participación en competiciones de la UEFA
| Competicion UEFA | Competicion UEFA              | Competicion UEFA  | Competicion UEFA    | Competicion UEFA | Competicion UEFA | Competicion UEFA |
| Temporada        | Torneo                        | Ronda             | Club                | Casa             | Visita           | Global           |
| ---------------- | ----------------------------- | ----------------- | ------------------- | ---------------- | ---------------- | ---------------- |
| 2019–20          | UEFA Europa League            | 1ª Clasificatoria | Olimpija Ljubljana  | 0–2              | 3–2              | 3–4              |
| 2020-21          | UEFA Europa League            | 1ª Clasificatoria | Partizán            | –                | 0–1              | 0–1              |
| 2021-22          | UEFA Europa Conference League | 1ª Clasificatoria | KÍ                  | 2–3              | 4–2              | 6–5 (t. s.)      |
| 2021-22          | UEFA Europa Conference League | 2ª Clasificatoria | Puskás Akadémia     | 3–0              | 2–0              | 5–0              |
| 2021-22          | UEFA Europa Conference League | 3ª Clasificatoria | Gent                | 0–1              | 2–2              | 2–3              |
| 2022–23          | UEFA Champions League         | 1ª Clasificatoria | HJK                 | 2–1              | 0–1              | 2–2 (4–5 p.)     |
| 2022–23          | UEFA Europa Conference League | 3ª Clasificatoria | Hibernians          | 1–1              | 3–1              | 4–2              |
| 2022–23          | UEFA Europa Conference League | Play-Off          | Linfield            | 2–2              | 1–1              | 3–3 (4–2 p.)     |
| 2022–23          | UEFA Europa Conference League | Grupo A           | Fiorentina          | 0–3              | 1–1              | 4.er lugar       |
| 2022–23          | UEFA Europa Conference League | Grupo A           | Heart of Midlothian | 0–2              | 1–2              | 4.er lugar       |
| 2022–23          | UEFA Europa Conference League | Grupo A           | İstanbul Başakşehir | 0–0              | 0–3              | 4.er lugar       |
| 2023-24          | UEFA Europa Conference League | 1ª Clasificatoria | Makedonija GP       | 4-1              | 1-0              | 5-1              |
| 2023-24          | UEFA Europa Conference League | 2ª Clasificatoria | Sabah               | 0-2              | 1-2              | 1-4              |
| 2024-25          | UEFA Champions League         | 1ª Clasificatoria | Larne               | 3-0              | 4-0              | 7-0              |
| 2024-25          | UEFA Champions League         | 2ª Clasificatoria | Bodo Glimt          | 1-3              | 0-4              | 1-7              |
| 2024-25          | UEFA Europa League            | 3ª Clasificatoria | UE Santa Coloma     | 7-0              | 2-0              | 9-0              |
| 2024-25          | UEFA Europa League            | Play-Off          | Apoel Nicosia       | 2-1              | 1-2              | 3-3 (4–2 p.)     |
| 2024-25          | UEFA Europa League            | Fase Liga         | FCSB                |                  | 1-4              | 32. lugar        |
| 2024-25          | UEFA Europa League            | Fase Liga         | Galatasaray         | 2-2              |                  | 32. lugar        |
| 2024-25          | UEFA Europa League            | Fase Liga         | Eintracht Frankfurt |                  | 0-1              | 32. lugar        |
| 2024-25          | UEFA Europa League            | Fase Liga         | Anderlecht          | 1-1              |                  | 32. lugar        |
| 2024-25          | UEFA Europa League            | Fase Liga         | Paok Salónica       | 0-2              |                  | 32. lugar        |
| 2024-25          | UEFA Europa League            | Fase Liga         | Maccabi Tel Aviv    |                  | 1-2              | 32. lugar        |
| 2024-25          | UEFA Europa League            | Fase Liga         | Ajax                | 1-0              |                  | 32. lugar        |
| 2024-25          | UEFA Europa League            | Fase Liga         | Dynamo Kiev         |                  | 0-1              | 32. lugar        |